# 妳是主人我是僕
《妳是主人我是僕》，是日本Minato Soft（みなとそふと）於2007年5月25日發售的戀愛冒險類型成人遊戲，由Minato Station（みなとすてーしょん）發售PlayStation 2版《妳是主人我是僕〜服侍日記〜》（君が主で執事が俺で〜お仕え日記〜）和PlayStation Portable版《妳是主人我是僕〜服侍日記〜 Portable》（君が主で執事が俺で〜お仕え日記〜 ぽーたぶる）。後來改編為電視動畫、漫畫、小說，動畫於2008年1月至3月首播。

## 故事
上杉鍊和姐姐上杉美鸠是在家庭暴力及單親的恶劣家庭环境下长大的。姐姐和鍊为了脫離父親的暴力，离家出走来到了七濱市。因为没有钱，所以在城市里生活非常艰苦。但是，意想不到的有一天被久远寺家的大小姐看中了……于是姐姐成了女佣，「鍊」成了管家，开始在这里工作……

## 人物
※聲：遊戲版 / 廣播劇CD版或動畫版
上杉鍊（声优：無 / 关智一）
性格开朗单纯，十分敬爱姐姐美鳩，是个很容易和人起冲突的单细胞笨蛋。目前努力地做着久遠寺家的管家工作。做事的態度都會堅持到底。
久远寺森罗（声优：三咲里奈 / 伊藤静）
久远寺三姐妹中的长女，古典乐圈内備受注目的指挥家，性格妄自尊大，是个有什么事全都交给下人去做的真正的大小姐。但是很体贴人，加上很会照顾人，因此很受身边人们的信赖。有玩弄和疼愛她所喜歡東西的癖好（包括未有和鍊）。
久远寺未有（声优：九條信乃 / 後藤邑子）
久远寺三姐妹中的二女，个子是三姐妹中最小的，已經大學畢業了，IQ達到240，估計約20幾歲。本人认为自己已经是一个很优秀的淑女了，所以决不可以叫她二小姐。对自己要求严格，是三姐妹中最努力的一个，才能也很广泛。
久远寺梦（声优：天乃空 / 水森志寿香）
久远寺三姐妹中的三女。性格温和喜好安静。爱好是打扮自己和收集漫画。很尊敬南斗星，二人的关系非常好，个性软弱，因为小时候的影响，很不擅长妖怪和鬼魂一类的话题。
朱子（声优：海原艾利娜 / 冰青）
久远寺森罗的专人女仆，自称女仆长。做这份工作的时间是久远寺家里仅次于上校的人，擅长烹饪，在新人面前会摆出一付前辈的架子，表现得很强势，是个为了掌握主导权而喜欢欺负人的家伙，但是因为性格问题，常常被人欺负。
上杉美鳩（声优：北都南 / 一美）
鍊的姐姐，未有的专人女仆，能滴水不漏的完成家务工作。一直在为弟弟的幸福着想，鍊遇到麻烦就会找她解决，不过唱歌的难听程度也是超一流的。
南斗星（声优：神代岬 /浅川悠）
梦的专人女仆兼保镖，平时为了方便行动，身穿管家服，名字的来历是因为自己是看着南十字星长大的。性格诚实认真，但是因为害羞而容易被戏弄。和梦的关系如同好朋友一样，最喜欢和梦一起散步。很想要一個弟弟，所以有時鍊會像弟弟一樣抱住她、或叫一聲姊姊，效果顯著。
上校（声优：巖蟬秋 / 秋元羊介）
本名田尻耕，為久远寺家的管家，因为那艰深的眼神和给人感觉很强的气质而被梦叫做「上校」，之后这个名字就固定了下来，年轻的时候曾做过佣兵，缺点是有时候喜欢自言自语。
Deniro（声优：勝どき一分 / たてかべ和也）
未有做出来的机器人，拥有高度的人工智能，以及足以當作武器的歌聲，面对未有时，随时不忘记绅士的举止，是未有的好朋友。属于吉祥物一般的存在。
清原千春（声优：飯田空 / 雨宫侑布）
管家中的打扫专家，称呼鍊为「鍊哥」，是鍊的朋友。雖然綁著馬尾和蝴蝶結，不過卻是男的。
九鬼扬羽（声优：神代岬 /田中理惠）
梦的同班同学，世界有名的九鬼财阀的女儿。身为大小姐的同时也是个武斗派，曾在分年龄组的世界格斗技大赛上获胜。说话的方式也是采用古风，对年纪大的老人很是尊敬，喜歡鍊。
《認真和我談戀愛！》中再次登場
武田小十郎（声优：龍田虎次 / 桧山修之）
九鬼扬羽的管家。总是和扬羽一起行动，为扬羽着想，忠诚心很高，纯情且单纯、满腔热血的好青年，是鍊的好朋友。
稻村圭子（声优：田内夏子）
与梦同一年级，好友三人组中的一人，公开场合的队长（暗地里是梦），自家在当地的中华街经营中华料理店，称自己为「俺」，说话方式像男孩子一样又会照顾人，虽然被指缺少女人味，不过本人却毫不在意，坚持我行我素。
安娜斯塔西娅·米斯蒂娜（声优：水捲真魚 / 千晶まひろ）
来自北方国家的留学生，与梦同一年级，是个成绩优秀的优等生，但是她的性格和性取向和常人极其不同，本人是重度的受虐狂，是个让人头疼的女孩子。
上杉巖（聲優：子太明 /藤原啟治）
上杉鍊和上杉美鳩的父親，經常喝酒因而對子女上杉鍊和上杉美鳩施以暴力，因為父親的因素而兩人離家出走去投靠久遠寺家，之後找上鍊所在的久远寺家，企圖要帶回姊弟倆，但鍊在森罗的話下醒悟，並且克復他心中的恐懼，被鍊打倒後，以及被久远寺家其他人順道教訓了一番，與女兒美鳩約定好，只要改善自己喝酒和施暴的毛病，姊弟倆就會偶爾回家看他，最後履行約定梳妝打理，不再是之前那留了一身鬍子的醉漢樣子了，並與子女們一同去自己的妻子墓前拜拜。

## 主題曲
片頭曲「wonder life」
作詞：木村直美，作曲、編曲：きむしん，歌：uran
插入曲「Get up! 明日への飛翔 sky pop ver.」
作詞：uriel，作曲、編曲：sumiisan，歌：水霧けいと
插入曲「こたえはいつも」
作詞：uriel，作曲、編曲：sumiisan，歌：水霧けいと
片尾曲「room」
作詞：KOTOKO，作曲、編曲：C.G mix，歌：KOTOKO

## 電視動畫

### 各話標題
| 話數 | 中文標題                       | 日文標題                                            | 劇本     | 分鏡             | 演出             | 作画監督             |
| ---- | ------------------------------ | --------------------------------------------------- | -------- | ---------------- | ---------------- | -------------------- |
| 1    | 妳是主人我是管家               | [] 错误：{{Lang}}：无文本（帮助）君が主で執事が俺で | タカヒロ | 工藤進           | 工藤進           | 松本文男             |
| 2    | 久遠寺Days                     |                                                     | ジュン   | ワタナベシンイチ | ワタナベシンイチ | 安形佳己             |
| 3    | 森羅萬象                       |                                                     | ジュン   | 羽多野浩平       | 布施康之         | 吉田雄一             |
| 4    | 久遠寺家 向南                  |                                                     | ジュン   | 所俊克           | 所俊克           | 渡邊真由美           |
| 5    | 優雅                           | MIYABI                                              | ジュン   | 木村寛 富永恒雄  | 石屋義畝         | 松本文男             |
| 6    | 夢改造計畫                     |                                                     | タカヒロ | ワタナベシンイチ | 齋藤徳明         | 安形佳己             |
| 7    | 久遠寺家全滅!來訪者是揚羽小姐! |                                                     | ジュン   | 園田雅裕         | 木村寛           | 松本文男             |
| 8    | 對決 上杉對武田                |                                                     | ジュン   | 所俊克           | 所俊克           | 山形孝二             |
| 9    | 小小的英雄                     |                                                     | ジュン   | 剛田隼人         | 土屋康郎         | 吉田雄一             |
| 10   | 逆轉!南斗星立馬參上            |                                                     | ジュン   | 廣川集一         | 廣川集一         | 大河原晴男           |
| 11   | 賞花大會啦!全員集合!           |                                                     | タカヒロ | 細田雅弘         | 布施康之         | 吉田雄一 Kim Eun Soo |
| 12   | 滿身泥濘的管家                 |                                                     | ジュン   | 所俊克           | 美甘義人         | 安形佳己             |
| 13   | 家人                           |                                                     | ジュン   | 工藤進           | 工藤進           | 松本文男             |

### 主題曲
片頭曲
作詞：畑亞貴、作曲：渡邊拓也、編曲：、歌：
片尾曲
作詞：、作曲・編曲：斎藤悠弥、歌：後藤邑子

### 播放電視台
日本深夜動畫：下文記載的日本国内播放時間使用日本標準時間（UTC+9）表示。因為部分時間标识會採用30小时制，因此請留意这类超过24:00的时间，其實際播放時間為翌日清晨。
| 播放地域 | 電視台                     | 播放開始        | 播放星期及播放時間（UTC+9） | 播放區分  |
| -------- | -------------------------- | --------------- | --------------------------- | --------- |
| 東京都   | 東京都會電視台（Tokyo MX） | 2008年1月4日～  | 星期五 18時30分～19時00分   | 獨立UHF系 |
| 千葉縣   | 千葉電視台                 | 2008年1月7日～  | 星期一 25時40分～26時10分   | 獨立UHF系 |
| 神奈川縣 | 神奈川電視台（tvk）        | 2008年1月5日～  | 星期六 26時00分～26時30分   | 獨立UHF系 |
| 埼玉縣   | 埼玉電視台                 | 2008年1月8日～  | 星期二 26時00分～26時30分   | 獨立UHF系 |
| 全日本   | ANIMAX                     | 2008年2月24日～ | 星期日 24時30分～25時00分   | CS放送    |

## 漫畫
由白猫参謀和皇ハマオ作畫，於《月刊Comp-Ace》2007年12月号到2009年6月号連載。單行本全3卷。
| 卷數 | 角川書店       | 角川書店               | 台灣角川      | 台灣角川               |
| 卷數 | 發售日期       | ISBN                   | 發售日期      | ISBN                   |
| ---- | -------------- | ---------------------- | ------------- | ---------------------- |
| 1    | 2008年3月26日  | ISBN 978-4-04-715033-1 | 2009年1月8日  | ISBN 978-986-174-977-8 |
| 2    | 2008年11月26日 | ISBN 978-4-04-715136-9 | 2009年6月30日 | ISBN 978-986-237-150-3 |
| 3    | 2009年6月26日  | ISBN 978-4-04-715257-1 | 2010年1月9日  | ISBN 978-986-237-489-4 |

## 小說
- 日文版由出版，作者是，中文版由龍成出版出版。
  -  ISBN 978-4-89490-845-1
  -  ISBN 978-4-89490-853-6
  -  ISBN 978-4-89490-861-1
  -  ISBN 978-4-89490-869-7
  -  ISBN 978-4-89490-877-2
  -  ISBN 978-4-89490-881-9
  - 管家情人 森羅篇 ISBN 978-986-187-099-1
  - 管家情人 未有篇 ISBN 978-986-187-123-3
  - 管家情人 夢篇 ISBN 978-986-187-124-0